# Route Barlow
- Mont Hood
- Route Barlow
- Route originelle vers The Dalles, parfois incluse dans la route Barlow
- Piste de l'Oregon
- Routes modernes (U.S. Route 26 et Oregon Route 35)

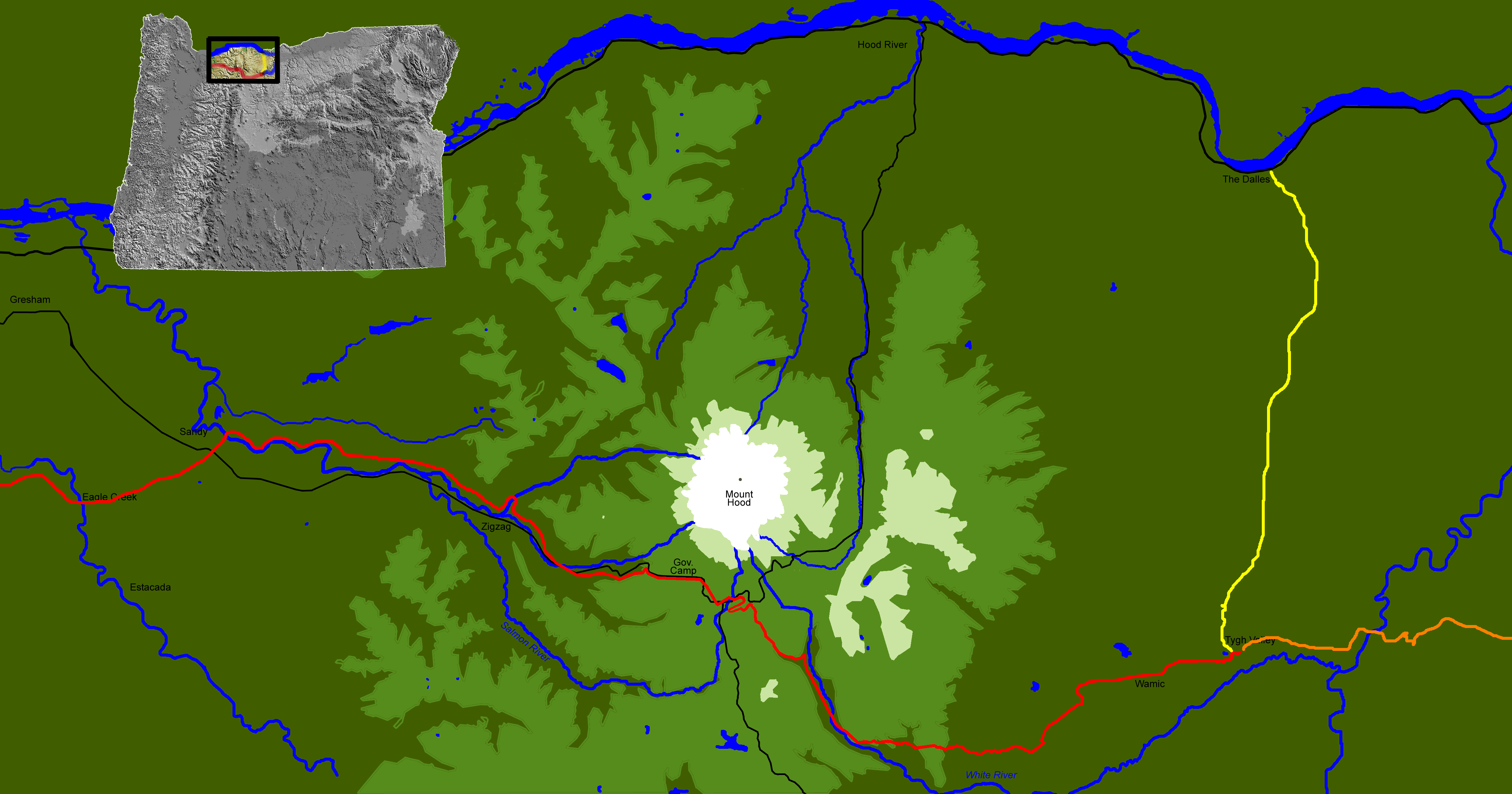
Mont Hood

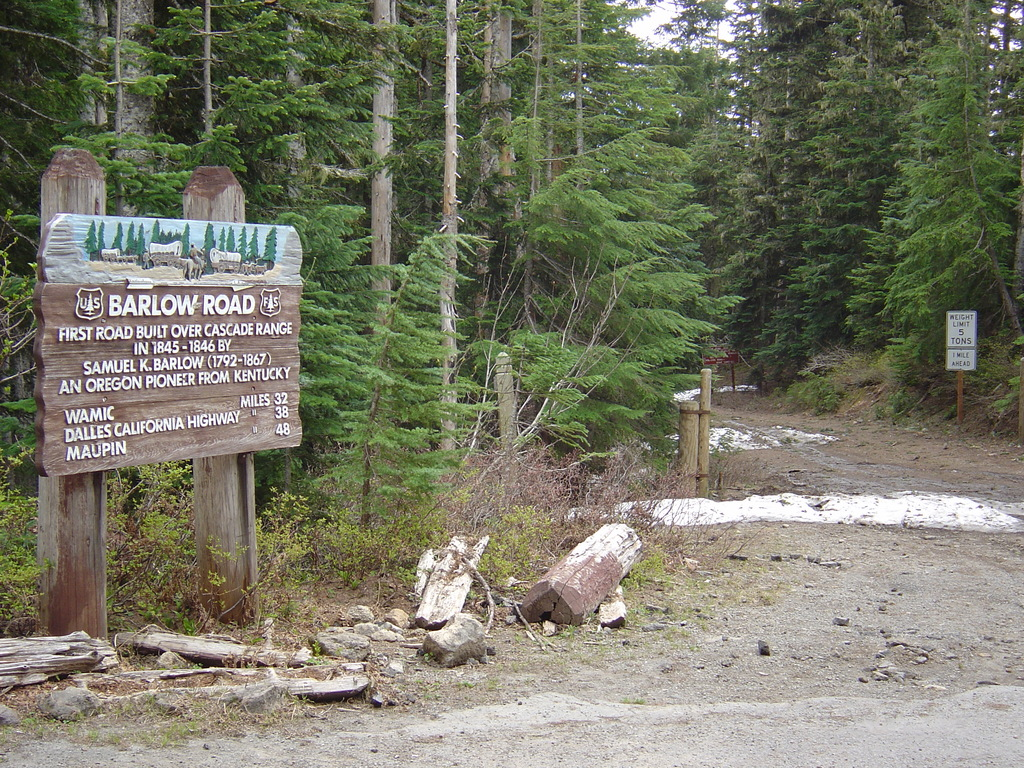
Panneau de signalisation de la route Barlow près de l'Oregon Route 35.

La route Barlow (anglais : Barlow Road), à l'origine nommée route du mont Hood (anglais : Mount Hood Road), est une route historique dans ce qui est maintenant l'État américain de l'Oregon. Elle a été construite en 1846 par Sam Barlow — dont elle tire son nom moderne — et Philip Foster, avec l'autorisation de la législature provisoire de l'Oregon. Elle a servi de dernier segment terrestre de la piste de l'Oregon, soit les derniers 160 kilomètres sur les 3 200 kilomètres de la piste. Sa construction a permis aux caravanes de chariots bâchés des colons de franchir la chaîne des Cascades et d'atteindre la vallée de la Willamette, chose qui était précédemment presque impossible.
Avant l'ouverture de la route Barlow, les pionniers voyageaient par voie terrestre en provenance de l'est, suivant la piste de l'Oregon jusqu'à la « Mission Wascopam » — qui est désormais la ville de The Dalles — et passaient par le fleuve Columbia jusqu'à Fort Vancouver, ce qui était à l'époque un voyage périlleux et coûteux. Il était possible de faire passer du bétail par la Lolo Pass sur le côté nord du mont Hood, mais ce sentier était trop rude pour les véhicules et donc inadaptées pour les caravanes.
La route Barlow commence à The Dalles vers le sud à Tygh Valley, puis tourne vers l'ouest parallèlement à la rivière White, puis vers le nord-ouest en traversant la chaîne des Cascades au sud du mont Hood à la Barlow Pass pour rejoindre la rivière Sandy et finalement Oregon City.
Dans le début des années 1900, la route a été rendue en grande partie obsolète par la construction de l'autoroute de Mont Hood.